# Liste der Biografien/Yac
Liste der Biografien |
Portal Biografien |
Personensuche
# |
A |
B |
C |
D |
E |
F |
G |
H |
I |
J |
K |
L |
M |
N |
O |
P |
Q |
R |
S |
T |
U |
V |
W |
X |
Y |
Z |
?
 
Ya |
Yb |
Yc |
Yd |
Ye |
Yf |
Yg |
Yh |
Yi |
Yk |
Yl |
Ym |
Yn |
Yo |
Yp |
Yr |
Ys |
Yt |
Yu |
Yv |
Yw |
Yx |
Yz
 
Yaa |
Yab |
Yac |
Yad |
Yae |
Yaf |
Yag |
Yah |
Yai |
Yaj |
Yak |
Yal |
Yam |
Yan |
Yao |
Yap |
Yaq |
Yar |
Yas |
Yat |
Yau |
Yav |
Yaw |
Yax |
Yay |
Yaz
Die Liste der Biografien führt alle Personen auf, die in der deutschsprachigen Wikipedia einen Artikel haben. Dieses ist eine Teilliste mit 31 Einträgen von Personen, deren Namen mit den Buchstaben „Yac“ beginnt.

## Yac

### Yaca
- Yacamán, Gustavo (* 1991), kolumbianischer Automobilrennfahrer

### Yacc
- Yaccarino, Linda (* 1963), US-amerikanische ManagerinLinda Yaccarino (* 1963)

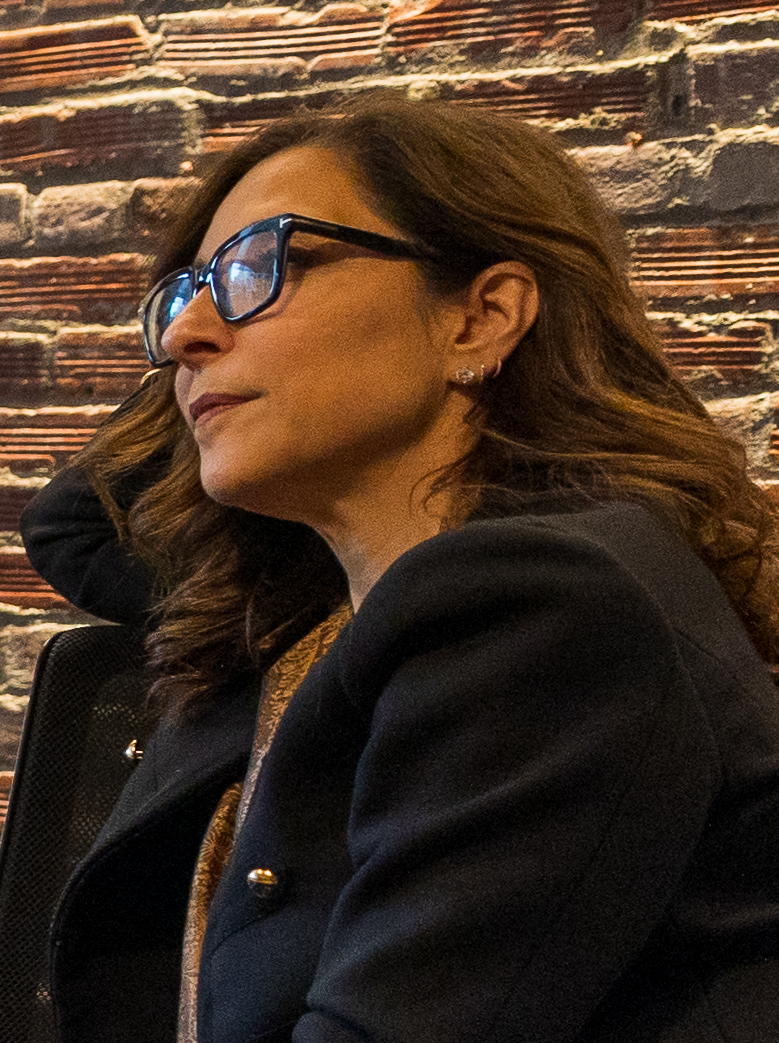
Linda Yaccarino (* 1963)

### Yach
- Yachi, Haruko (* 1967), japanische Badmintonspielerin
- Yachi, Sora (* 2000), japanischer Nordischer Kombinierer
- Yachida, Teppei (* 2001), japanischer Fußballspieler
- Yachigusa, Kaoru (1931–2019), japanische Schauspielerin und Synchronsprecherin
- Yachimovich, Shelly (* 1960), israelische Politikerin, Mitglied des Abgeordnetenhauses
- Yachkaschi, Ali (1939–2025), iranischer Umweltwissenschaftler und Hochschullehrer
- Yachluf, Yachya (* 1944), palästinensischer Schriftsteller
- Yachmi, Rohangiz (* 1940), Opernsängerin (Mezzosopran)
- Yachnyk, Pawlo (* 1993), ukrainischer Eishockeytorwart
- Yachou, Farid, marokkanischer Pokerspieler

### Yack
- Yackel, Ken (1930–1991), US-amerikanischer Eishockeyspieler und -trainer

### Yaco
- Yacob, Claudio (* 1987), argentinischer Fußballspieler
- Yacob, Halimah (* 1954), singapurische Politikerin
- Yacobi, Ricky (1963–2020), indonesischer Fußballspieler
- Yaconelli, Mike (1942–2003), US-amerikanischer Pastor, Autor und Gründer von Youth Specialties und The Wittenburg Door
- Yaconelli, Steve (1941–2003), US-amerikanischer Kameramann
- Yácono, Norberto (1919–1985), argentinischer Fußballspieler
- Yacoob, Zakeria (* 1948), südafrikanischer Jurist, Richter (1998–2013) am Verfassungsgericht der Republik Südafrika
- Yacoobi, Sakena, afghanische Aktivistin
- Yacoub, Magdi (* 1935), britisch-ägyptischer Herzchirurg
- Yacoub, Souheila (* 1992), Schweizer SchauspielerinSouheila Yacoub (* 1992)

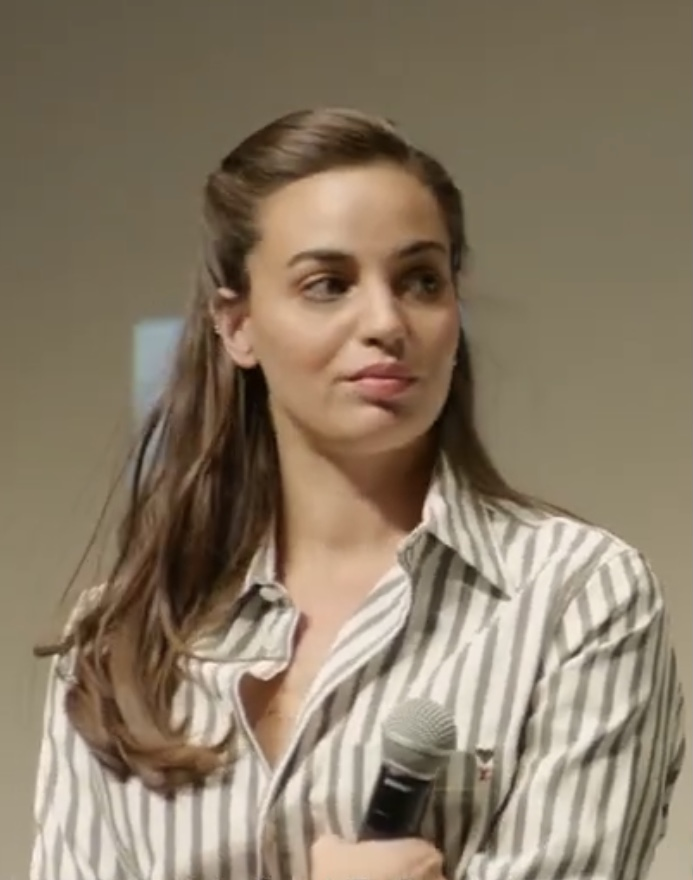
Souheila Yacoub (* 1992)

- Yacoub, Zara Mahamat, tschadische Filmemacherin, Regisseurin und Journalistin
- Yacouba, Djibo (1923–1968), nigrischer Politiker und Diplomat
- Yacouba, Ibrahim (* 1971), nigrischer Politiker, Gewerkschafter und Sportfunktionär
- Yacouba, Ousseini Hadizatou (* 1958), nigrische Politikerin, Ministerin für Bergbau
- Yacoubi, Mohamed Ali (* 1990), tunesischer Fußballspieler
- Yacoubian, Paula (* 1976), libanesische Fernsehmoderatorin und Politikerin
- Yacoubou, Isabelle (* 1986), französische Basketballspielerin
- Yacovelli, Joseph (* 1929), US-amerikanischer Mafioso